# Gripopteryx maculosa
Gripopteryx maculosa is een steenvlieg uit de familie Gripopterygidae. De wetenschappelijke naam van de soort is voor het eerst geldig gepubliceerd in 1960 door Jewett.